# 동전 한 닢 리믹스
〈동전 한 닢 Remix〉는 다이나믹 듀오 외의 29명의 랩퍼, 총 31명의 랩퍼가 모여서 만든 힙합 장르의 노래이다.
2007년 6월 23일, 힙합플레이야에 음원을 무료공개하였다.
10분 36초에 육박하는 노래로, 31명의 랩퍼가 인트로를 제외하고는 8마디의 랩을 계속 이어서 부른다.

## 참여 가수 목록
(먼저 부른 사람 순)
1. Sean2Slow
2. Bizzy
3. Leo Kekoa
4. IGNITO
5. ILLSON
6. Bizniz
7. Koonta
8. Paloalto
9. Deepflow
10. MC Meta (of 가리온)
11. 개코 (of Dynamic Duo)
12. MYK
13. Verbal Jint
14. 각나그네
15. Dok2
16. The Quiett
17. Addsp2ch
18. TopBob (of TBNY)
19. 넋업샨
20. Simon Dominic
21. E SENS
22. 나찰 (of 가리온)
23. 화나 (of 최적화)
24. Kebee (of Eluphant)
25. Yankie (of TBNY)
26. P-Type
27. Joe Brown
28. Mithra (of EPIK HIGH)
29. 최자 (of Dynamic Duo)
30. Tablo (of EPIK HIGH)
31. Maniac